# The Amazons
The Amazons es una banda británica de rock alternativo formada en Reading a comienzos de 2014. Actualmente está integrada por Matthew Thomson (vocalista, guitarra rítmica), Chris Alderton (guitarra líder) y Elliot James Briggs (bajo). Inicialmente, fueron descritos por el portal web AllMusic como una banda que combina elementos de indie rock con una habilidad para crear himnos y melodías de arena rock.
Saltaron a la prominencia mediática con la publicación de su álbum homónimo en mayo de 2017, el cual ingresó al top 10 de las listas británicas. Sus álbumes posteriores, Future Dust y How Will I Know If Heaven Will Find Me?, también ingresaron en posiciones avanzadas, con el último consiguiendo la quinta posición.
En sus inicios, fueron agrupados en la descrita «nueva ola» de músicos emergentes del Reino Unido, ganando notoriedad a nivel nacional. A finales de 2016, su visibilidad mediática fue despuntando debido a artículos redactados por medios como NME, The Independent y BBC Radio 1, quienes los describieron como una “banda prometedora”. Esto les permitió ser incluidos en sondeos importantes como Sound of 2017 de BBC y Brand New de MTV.

## Historia

### 2013–2015: Formación y primer EP
Matt Thomson, vocalista y guitarra, detalló que desde niño había pensado en estar en una banda, formando agrupaciones escolares desde que tenía once años. Thomson conoció a Elliot Briggs en una escuela de rock, y ambos a Chris Alderton mientras estudiaban en la misma high school de Reading, forjando una amistad desde entonces. En una entrevista, Briggs y Thomson recordaron su banda juvenil llamada Abstract Asylum, mientras que el –entonces– baterista Joe Emmett comentaba también haber tenido su primera banda en la escuela, nombrada Seven Scent Solution.
A finales de 2009, Thomson, Briggs y su amigo en común Jack formaron un banda, añadiendo a Alderton como segundo guitarrista. La banda fue nombrada Peers, logrando presentaciones en lugares como The Rising Sun Arts Centre en su natal Reading. Debido a sus influencias de noise pop, fueron comparados con actos indie como The Enemy y The Cribs. A pesar de ser una banda nueva, fueron invitados al Festival de Reading y Leeds como parte del escenario BBC Introducing. Años después, los tres miembros se encontraban buscando bateristas en la escena local de Reading, sin éxito, tomaron el camino de la música electrónica para poder producir de manera más pulcra y programada el sonido de batería. Por 18 meses, habían realizado ocho audiciones para el rol de batería, hasta que en un pub local donde los tres tenían una sesión acústica, Emmett estaba tocando el bajo con su agrupación. Luego de hablar con él, fue reclutado durante el verano de 2014, pasando al rol de baterista.
Rápidamente publicaron su primera canción, «Something in the Water», a través de una cuenta de SoundCloud en agosto como demo. Según Thomson, mientras trabajaba vendiendo de manera online en un supermercado local, solía incluir CDs con demos en las cestas de sus compradores. Su primera presentación oficial como The Amazons data en septiembre, luego de intentar con distintos nombres temporales. La banda menciona que el nombre está inspirado en el libro infantil Swallow and Amazons de Arthur Ransome, debido a su interés en aspectos como el escape, aventura y la formación de lazos.

“[El libro] está ambientado en Lake District durante los años '20 – tiene el nombre más inofensivo, casi rayando en lo aburrido, un libro carente de rock n' roll. Lo había leído unos años atrás y mientras lo vi en la repisa, pensé, ¿acaso hay alguna banda llamada The Amazons? Sonaba tan obvio que debería haber algún resultado en Google, y no encontré nada...”
 –Matt Thomson en una entrevista con Bounce Magazine (2017).

Seguido por esto, acompañaron a The Kooks en su gira por Alemania a comienzos de 2015. Luego de intentar sin éxito agendar un par de conciertos regionales, se enfocaron en las presentaciones acústicas, usando espacios como teloneros para otras bandas emergentes. En junio, publicaron su primer sencillo oficial, «Junk Food Forever» bajo su sello fundado Goth Cruise Records, mientras se embarcaban en su primera gira nacional. Iniciaron las grabaciones para un EP con la producción a cargo de Catherine Marks y con una fecha para el 9 de octubre, inicialmente de manera independiente. Antes de esa publicación, fueron firmados por el sello Fiction Records en septiembre, lo que permitió que su primer EP, Don't You Wanna, fuese publicado en diciembre del mismo año. El EP incluyó sus canciones previas, además del sencillo promocional «Ultraviolet», que fue presentado en el programa de Huw Stevens para BBC Radio 1.

### 2016–2018:The Amazons

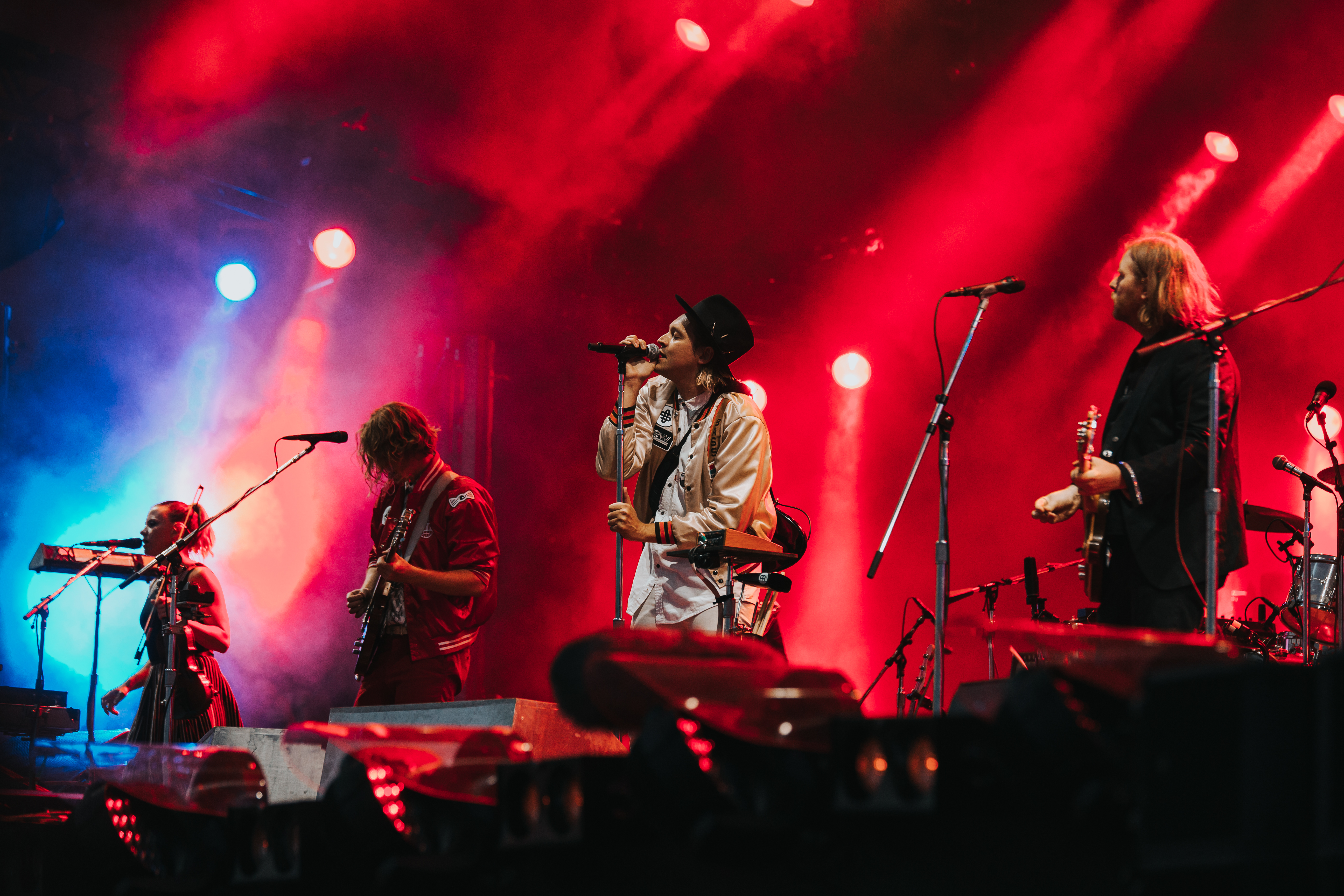
La banda canadiense Arcade Fire, cuya base de indie rock inspiró canciones del álbum, notorio en el riff presente en «Stay with Me», mientras que su álbum The Suburbs ha sido un punto de referencia presente en todos sus álbumes.

Dos nuevos sencillos fueron publicados en el primer semestre de 2016, «Stay with Me» y «Nightdriving», con otras grabaciones destinadas para el verano boreal. Sobre «Nightdriving», aclararon que la publicación del sencillo no iba a reflejar el contenido posterior en su álbum debut, comentando “algunas canciones necesitan ser publicadas; sería triste no haberlo liberado”. Su tercer sencillo, «In My Mind», tuvo un artículo destacado por NME donde fue recibido positivamente los sonidos hard rock y el vídeo musical de carácter psicodélico. «Little Something», su último sencillo en el año, fue presentado por la DJ Annie Mac en el programa Future Sounds de BBC Radio 1. También fueron invitados al festival organizado por Radio 1, declarando en una entrevista con Music Week que el “punto de inflexión” estaba por venir.
Su primer álbum de estudio epónimo fue publicado en mayo de 2017 con once canciones, incluyendo el sencillo principal «Black Magic». Nuevas grabaciones de «Ultraviolet», «Something in the Water» y «Junk Food Forever» también fueron incluidas en la lista de canciones. El álbum recibió buena recepción crítica por revistas musicales como Clash, además de aparecer en la lista de mejores álbumes del año de The Daily Telegraph.
Hablando sobre el proceso de grabación y arte, la banda reveló que el álbum estuvo preparado para el año previo, pero quieran evitar la presión mediática, destacando lo complejo de grabar en estudio comparado con las presentaciones en vivo. Por otra parte, el contenido lírico fue descrito por Thomson como “bastante directo, pero emotivo”, tomando como concepto general una de sus rupturas románticas y siendo expandida, destacando el sencillo líder «Black Magic» como ejemplo.
Como parte de una gira promocional, realizaron 10 fechas nacionales con The Pale White como teloneros, durante octubre del mismo año. A comienzos de 2018, como parte de una extensión, se presentaron en lugares como The Hexagon, en su natal Reading. Un EP con canciones en vivo, Come the Fire, Come the Evening, fue publicado el 29 de junio de 2018, incluye cuatro canciones de sus presentaciones en The Hexagon y The Forum, además de la participación de la vocalista Theresa Jarvis de Yonaka en una de las canciones.

### 2019–2021:Future Dust
| «Hemos estado mejorando bastante mientras fuimos de gira y trabajamos duro en dominar nuestras habilidades individuales. La mitad del álbum es una carta de amor al rock and roll y la otra mitad es una exploración de lo que podemos hacer; y donde estamos ahora como personas». —Matt Thomson (2019). |

El 5 de febrero de 2019 estrenaron un nuevo sencillo, «Mother», anunciando una gira estelar y un futuro álbum. Un segundo sencillo, «Doubt It», incluyó el anuncio oficial de su segundo álbum de estudio, Future Dust. El álbum fue publicado el 27 de mayo, anunciando una gira europea. En algunas entrevistas, comentaron sobre la dicotomía de su música, intentando recuperar sonidos e interludios de bandas pasadas, desde Fleetwood Mac o The Rolling Stones a distintas agrupaciones de blues, complementados con letras introspectivas y tópicos contemporáneos, como la vida social en línea o los desórdenes alimenticios. Otras canciones promocionales fueron «End of Wonder» y «25». En particular, «25» fue estrenada como sencillo una semana antes del álbum, junto con el anuncio de un concierto en la Universidad de Reading. En septiembre, publicaron una versión de «Back in the U.S.S.R.» por The Beatles, presentado por el banner de Amazon Original.
Un álbum recopilatorio, Introducing... The Amazons fue publicado exclusivamente en Estados Unidos a comienzos de 2020 bajo Uncool Records de SWMRS en una edición en vinilo limitada. De manera paralela, también tuvo una publicación por la subsidiaria Island Records, incluyendo nuevas canciones como «Heart of Darkness» y «Howlin'», además de una versión acústica de su sencillo líder «Mother». Debido a la cuarentena por COVID-19, el resto de su gira europea fue cancelada. En una entrevista con BBC, Thomson declaró haber compuesto más música en esas dos semanas iniciales de confinamiento que en toda su carrera. En mayo, publicaron como sencillo su versión de «Month of May» por Arcade Fire. Fue grabado en los estudios Maida Vale de BBC el año previo. El 12 de junio, en conmemoración de los 50 años del sencillo «Lola» por The Kinks, estrenaron una versión que fue grabado de manera separada por la cuarentena mundial.
Con la publicación de Typhoons, tercer álbum de estudio de Royal Blood, fue anunciado una gira por el Reino Unido para 2022, con la participación de The Amazons en todos sus shows como teloneros. En agosto, fue especificado la participación de la banda solo en sus conciertos masivos dentro del Reino Unido, incluyendo The O2 Arena.

### 2022–2023:HWIKIHWFM?

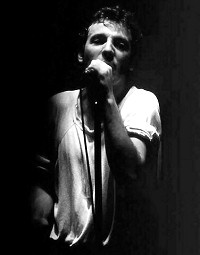
Para su tercer álbum, sus inspiraciones variaron desde Bruce Springsteen (imagen), Blur, Oasis y The War on Drugs a álbumes en especifico como Fine Line de Harry Styles, Golden Hour de Kacey Musgraves y la Trilogía de Berlín de David Bowie.

En medio de su gira con Royal Blood, la banda compartió fragmentos de un nuevo sencillo junto a una sigla, HWIKIHWFM. Con la publicación del sencillo «Bloodrush» en marzo, revelaron el nombre de su tercer álbum de estudio, How Will I Know If Heaven Will Find Me?, junto a una gira promocional en octubre del mismo año. En entrevistas generales, el vocalista menciona que sus experiencias durante la cuarentena, en especial lo complejo de la relación a distancia con su pareja oriunda de Los Ángeles lo llevó a escribirle canciones para no caer en una monotonía. En cuanto al aspecto lírico y sonoro, mencionan que es su álbum más enérgico, buscando representar más la alegría de la vida en vez de la oscuridad, presente en su álbum previo. La producción del álbum estuvo a cargo de Jim Abbiss (Arctic Monkeys, Adele), mientras que una de las canciones fue coescrita por Maggie Rogers. Por otra parte, la portada fue diseñada por Charlie Drinkwater, cuyo trabajo con Easy Life, Fontaines D.C. y Sigrid tuvo la atención de la banda, en especial de Thomson, optando por representar visualmente la composición del material, descrita como “la ventana de un dormitorio pasada la medianoche; un poco oscuro detrás pero con una calidez saliendo de esa ventana”.
A comienzos de junio fue estrenado «Ready for Something», descrita por Happy Mag como más “cruda” comparado con su sencillo previo, aunque añadiendo más elementos similares de arena rock. Durante la gira con Royal Blood, fue una de las cuatro canciones estrenadas en directo, junto a «Bloodrush», «There’s a Light» y «How Will I Know»; con Thomson reflexionando haber tenido dudas sobre si las canciones nuevas encajarían dentro del repertorio previo en vivo. Como promoción previa al álbum, anunciaron sus participaciones en distintos festivales de verano, incluyendo Isle of Wight y The Great Escape. También fueron invitados junto a Marcus King en la gira europea de Greta Van Fleet en junio, apareciendo en los conciertos de Berlín, Viena, Colonia y Frankfurt.
Un tercer sencillo, «How Will I Know?», fue publicado el 21 de julio. Siguiendo el concepto de música enaltecedora con letras más personales, fue promocionado como la primera canción compuesta para el álbum, estando presente desde 2020 como base para el resto del material grabado. Otro sencillo, «There's A Light», fue liberado el 24 de agosto, con ritmos más tenues.
Luego de completar la primera etapa de presentaciones por el Reino Unido en octubre, el baterista Joe Emmett anunciaba su salida de la banda, citando que su decisión fue tomada a principios de año y que «necesita priorizar otras cosas y continuar dando todo por su familia». Luego de unos meses de descanso, retomaron las participaciones en festivales internacionales, apareciendo nuevamente en Mad Cool el 6 de julio de 2023. Al mes siguiente, se presentaron en el escenario principal del Festival Reading, siendo descrito como un «regreso a casa apropiado» por la revista Dork. El 19 de noviembre, se presentaron por primera vez en México, como parte del tercer día en el Festival Corona Capital. Para cerrar el año, anunciaron una gira nacional en diciembre, incluyendo ciudades no visitadas desde su álbum debut como Brighton, Exeter, Cardiff, Cambridge, Coventry, Liverpool y Sheffield.

### 2024-presente:21st Century Fiction
Durante julio de 2024, fueron promocionando un concierto especial en Somerset House, como parte de su anual “Summer Series”; causando una serie de rumores sobre nuevo material musical en camino. En septiembre, fue publicado «Living a Lie», cuya introducción atmosférica y letras fueron descritas por Thomson como “una oda a [esas ocasiones] en que miras al techo durante la madrugada – donde las pequeñas ficciones se convierten en verdades difíciles en la quietud de la noche”.
A comienzos de noviembre fue estrenado «Pitch Black», el segundo sencillo desprendido de su próximo material de estudio. El título del álbum también fue revelado, 21st Century Fiction, con una fecha de publicación para mayo de 2025 a cargo del sello Nettwerk. Sobre la producción musical, destacan a Catherine Marks, Pete Hutchings y el dúo Royal Blood, estos últimos solo produjeron específicamente «My Blood». En una entrevista con NME, Thomson detallaba como algunas de sus inseguridades personales, falsas nociones de la vida adulta y el estado del mundo fueron abarcadas de manera lírica, usando como influencia autores de mediados del siglo pasado como Charles Bukowski y el libro Pregúntale al polvo de John Fante.

## Estilo e influencias
Los miembros han mencionado que sus bandas en común inmediatas son Nirvana, Arcade Fire, Bombay Bicycle Club, Daft Punk y Foals. En particular, Matt Thomson destaca un concierto telonero de Cage the Elephant previo a uno de Foals en Alexandra Palace, esto durante Día de San Valentín de 2014 que los inspiró a continuar en la música. Sobre ese concierto, lo describen como su momento eureka, donde su cariño por los inicios del rock'n'roll fue revitalizado, y siendo un factor en el desplante de sus conciertos.
“The Amazons como banda, siempre buscamos desarrollar nuestro estilo y lo que sea que salga desde la banda va a ser ‘[nuestro] sonido’. Sería injusto si nos trataran de encasillarnos en un estilo o genero en particular. [...] No puedo decir con certeza si hemos ‘encontrado’ un sonido que nos pueda dejar satisfecho, pero sí puedo decir que siempre vamos a intentar y experimentar”.
— Joe Emmett (2020).
Para su álbum debut, destacan otras bandas que influyeron en el sonido, desde Arctic Monkeys con AM a The Kills y Rage Against the Machine. Sobre Alex Turner, Thomson nota que su figura ha hecho una gran marca en la escena británica, tanto en el sonido como el estilo presente. Durante la producción de Future Dust, se enfocaron en cantantes y bandas de los años '70 que escuchaban sus padres, llamándolo una «lista interminable» de influencias sonoras, haciendo énfasis en su ideal de hacer un álbum compacto y nunca un álbum doble. La composición lírica, por otra parte, era basado en el cantante de blues Howlin' Wolf y la biografía Hellfire de Jerry Lee Lewis. La revista musical Kerrang! los ha comparado con bandas como Queens of the Stone Age y sus contemporáneos Royal Blood. Los miembros han comentado sobre su amistad con Royal Blood, visitando algunos de sus conciertos. Sobre ellos, rememoran una anécdota de sus inicios, donde les ofrecieron 25 libras para vender merchandising del dúo durante una de sus primeras giras nacionales.
De manera individual, Alderton menciona que luego de la publicación del álbum debut, comenzó a leer más sobre guitarra y de distintas memorias, como Clothes Music Boys de Viv Albertine en primera instancia, y luego a otras más descriptivas sobre composición por Keith Richards y Jimmy Page. El vocalista, Thomson, destaca a Bruce Springsteen como uno de sus artistas favoritos. Sobre el cantante estadounidense, también menciona a Born to Run dentro de sus álbumes favoritos. El bajista Elliot Briggs  mencionó en una entrevista de 2020 haber escuchado el álbum debut de Parcels, Random Access Memories de Daft Punk y All Mirrors de Angel Olsen, en especial destacaba a «New Love Cassette» de Olsen como fuente de inspiración ante un bloqueo musical. Por su parte, Joe Emmett consideraba a John Bonham como su mayor inspiración musical, esto relacionado con sus problemas con el linfoma no hodgkiniano en su adolescencia que lo llevó a escuchar música de Led Zeppelin y a practicar batería para lidiar con su soledad. Por su parte, Thomson menciona que decidió reclutar a Emmett por su tatuaje del símbolo de Bonham.

## Miembros
| Formación actual - Matt Thomson (22 de noviembre de 1993 (31 años)) – voz principal, guitarra rítmica, teclados (2014–presente) - Chris Alderton (17 de julio de 1994 (30 años)) – guitarra líder, coros, teclados, arte promocional (2014–presente) - Elliot Briggs (29 de diciembre de 1992 (32 años)) – bajo, coros, teclados (2014–presente) | Miembros anteriores - Joe Emmett (5 de enero de 1990 (35 años)) – batería, percusión, coros (2014–2022) Músicos de gira - Toby Partridge – batería, percusión (2022) - Jack Hope – batería, percusión (2023) - George Le Page – batería, percusión (2023–presente) |

## Discografía
Álbumes de estudio
- 2017: The Amazons
- 2019: Future Dust
- 2022: How Will I Know If Heaven Will Find Me?
- 2025: 21st Century Fiction

## Premios y nominaciones
| Año  | Organización  | Categoría                   | Obra nominada | Resultados |
| ---- | ------------- | --------------------------- | ------------- | ---------- |
| 2016 | Q Awards      | Best Breakthrough Act       | The Amazons   | Nominado   |
| 2016 | MTV           | Brand New for 2017          | The Amazons   | Nominado   |
| 2016 | BBC           | Sound of 2017               | The Amazons   | Nominado   |
| 2017 | The Telegraph | The Best Albums of the Year | The Amazons   | Incluido   |
| 2017 | ASCAP         | ASCAP Vanguard Award        | The Amazons   | Incluido   |
| 2017 | Radio X       | 30 Best New Albums of 2017  | The Amazons   | Incluido   |
| 2019 | Radio X       | 20 Best Albums of 2019      | Future Dust   | Incluido   |